# Hans-Peter Schwöbel
Hans-Peter Schwöbel (* 2. November 1945 in Buchen) ist ein deutscher Soziologe, emeritierter Hochschullehrer, Autor und Kabarettist.

## Leben und Wirken
Schwöbel wurde als Sohn des Kaufmannsgehilfen Peter Schwöbel und dessen Ehefrau Hildegard geb. Kattermann geboren. Sein Vater war Kriegsinvalide. Schwöbel absolvierte nach dem Besuch der Realschule eine Lehre zum Kraftfahrzeugmechaniker und arbeitete einige Zeit in diesem Beruf. Auf dem zweiten Bildungsweg erwarb er die Fachhochschulreife und das Abitur. Es folgten Studien der Soziologie, Psychologie, Pädagogik und Politologie an der Universität Mannheim (Abschluss als Diplom-Soziologe) und an der Universität Frankfurt am Main. Von 1973 bis 1975 arbeitete er im Auftrag des Deutschen Volkshochschul-Verbandes  als Wissenschaftlicher Berater des somalischen Erziehungsministeriums in Mogadischu im Bereich Lehrerbildung und Entwicklung von Erziehungsprogrammen. Für den Internationalen Genossenschaftsbund in London arbeitete er als wissenschaftlicher Berater in Alphabetisierungskampagnen für Reis- und Erdnussbauern in Gambia. Mehrere Forschungsreisen unternahm er in den Iran und nach Puerto Rico.
1980 wurde er in Frankfurt bei Ernest Jouhy zum Dr. phil. promoviert, wobei er ein Promotionsstipendium der Friedrich-Ebert-Stiftung erhielt. Anschließend folgte eine kurze Tätigkeit als wissenschaftlicher Angestellter bei der Deutschen Stiftung für Internationale Entwicklung in Mannheim, bis er im Jahr 1980 die Professur für Soziologie an der Fachhochschule des Bundes für öffentliche Verwaltung (Mannheim) übernahm, die er bis 2010 innehatte.
Schwöbel war außerdem Gastdozent an der Dualen Hochschule Baden-Württemberg Mannheim und hielt Vorträge auf nationalen und internationalen Konferenzen und bei Symposien. Zudem wirkt er als Prediger in evangelischen Kirchen. Er ist Autor zahlreicher Veröffentlichungen zu pädagogischen und soziologischen Themen – unter anderem Beiträge in den Unterrichtsblättern für die Bundeswehrverwaltung und in psychologischen Fachzeitschriften – sowie auch belletristischer Werke.
In Mannheim und der Kurpfalz ist Schwöbel vor allem für seine Auftritte mit Satire und Poesie in Hochdeutsch und Kurpfälzer Mundart bekannt. Außerdem wirkt er als Kunstfotograf und hat als solcher seit 2016 Ausstellungen in Mannheim und der Kurpfalz.
Seit 1967 ist Schwöbel mit Susanna Schwöbel-Martinez verheiratet, mit der er verschiedentlich gemeinsam publiziert.

## Ehrungen
- 2004: Kulturpreis des Bundes der Selbständigen (BdS) Mannheim-Nord
- 2005: Mannheimer Bloomaulorden
- 2012: Hermann-Sinsheimer-Plakette der Stadt Freinsheim für Verdienste um die regionale, kurpfälzische Literatur

## Veröffentlichungen (Auswahl)

### Sozialwissenschaftliche Texte
- Erziehung zur Überwindung von Unterentwicklung? Curriculumentwicklung emanzipatorischer Grunderziehung. Das Beispiel Somalia. Dipa-Verlag, Frankfurt 1982, ISBN 3-7638-0504-4 (Dissertation).
- mit Susanna Martinez: Kunst in der politischen Bildung - Kunst der politischen Bildung. In: Bernhard Claußen (Hrsg.), Texte zur politischen Bildung, Band 3. Frankfurt 1989, ISBN 3-89228-428-8.
- Dummheit. Stichwort in: Heinrich, Peter / Schulz zur Wiesch, Jochen (Hg): Wörterbuch der Mikropolitik. Leske und Budrich, Opladen 1998, ISBN 3-8100-2013-3.
- Was geht Auschwitz mich an? Die Stimme eines Deutschen der Nachkriegsgeneration. In: Albrecht Lohrbächer et al. (Hrsg.), Schoa. Schweigen ist unmöglich. Erinnern, Lernen, Gedenken. Kohlhammer, Stuttgart/Berlin/Köln 1999, ISBN 3-17-014981-4.
- Dem Gedeihen der Stadt. Zur geschichtlichen Bedeutung der Juden für Mannheim. Badische Heimat. Zeitschrift für Landes- und Volkskunde, Natur-, Umwelt und Denkmalschutz. April/99.
- mit Susanna Martinez: Feste feiern mit Poesie. In: Siga Diepold (Hrsg.), Die Fundgrube für Feste und Feiern in der Sekundarstufe I. Cornelsen Scriptor, Berlin 2001, ISBN 3-589-21476-7.
- Gesellschaftlicher Wandel – Persönlichkeitsentwicklung – Strukturreform. In: Psychologie Verstehen! Heft 2/2000.
- Kinder des Wortes. Essays. Feuerbaum Verlag, Mannheim 2009. ISBN 978-3-925897-07-8.
- Schwöbels Wache. Kritische Blicke auf die Fragen der Zeit. Heureka Schriftenreihe, Ostwestfalen Akademie, Borgentreich 2019, ISBN 978-3-947435-10-4.
- Vom Fleisch der ewigen Vergänglichkeit. Essays und Plädoyers 1. Ostwestfalen-Akademie, Borgentreich 2018; 2. Aufl. 2021, ISBN 978-3-947435-56-2.
- Fluchtkulturen. Essays und Plädoyers 2. Ostwestfalen-Akademie, Borgentreich 2021, ISBN 978-3-947435-32-6.
- Macht kritisch. Essays. Poesie. Analysen. Gerhard Hess Verlag, Bad Schussenried 2023, ISBN 978-3-87336-766-1.

### Belletristik
- Wir müssen uns das Leben nehmen. Gedichte und Aphorismen. Ed. Quadrat, Mannheim 1981, 2. Aufl. 1983, ISBN 3-923003-00-5 und Feuerbaum-Verlag, ISBN 3-925897-05-4.
- Salz. Gedichte und Aphorismen, Feuerbaum Verlag, Mannheim 1986, ISBN 3-925897-00-3.
- Verdunklung. Gedichte und Aphorismen. Limitierte Auflage, Schierlingspresse, Dreieich 1988.
- Zeit Ernten. Haiku, Tanka und ein Essay. Natur- und Reisepoesie: Irland, Israel, Puerto Rico, Kurpfalz. Feuerbaum-Verlag, Mannheim 1995, ISBN 3-925897-04-6.
- Wir Individualisten/Salz. Gedichte und Aphorismen. Doppelband. 4. Auflage. Feuerbaum-Verlag. Mannheim 1996, ISBN 3-925897-05-4.
- Monnema Fetzä. Am Ostufer der Abendröte. Satire und Poesie. Musik: Adax Dörsam. Hörbuch-CD. Feuerbaum-Verlag, Mannheim 2005, ISBN 3-925897-06-2 und verlag regionalkultur, ISBN 3-89735-417-9.
- Schwöbel’s Woche. Kolumnen in Mannheimer Mundart. Verlag Regionalkultur, Ubstadt-Weiher 2009, ISBN 978-3-89735-600-9
- Licht Ernten. Satire und Poesie. Mannheimer Mundart und Hochdeutsch. Verlag Regionalkultur, Ubstadt-Weiher 2013, ISBN 978-3-89735-754-9.
- Dem Meer an der Küste gleich. Gedichte und Aphorismen. Text: Susanna Martinez, Fotografien: Hans-Peter Schwöbel, Waldkirch, Mannheim 2016, ISBN 978-3-86476-061-7.

### Herausgeberschaft
- mit Rudolf Hauber, Siegfried Froeba: Ökologie, Umweltschutz und Verwaltung. Bände 1 bis 8, Köln, Mannheim und Brühl, 1990–2000.
- mit Heinz-Peter Gerhardt: Verwaltungsreform. Stichworte, Einwürfe, Argumente. FHB, Zentralbereich, Brühl/Rheinland 1996, ISBN 3-930732-22-X.
- mit Siegfried Laux: Mannem, wann ich dein gedenk. Gedichte und Prosa in Pfälzer Mundart und Hochdeutsch.  Edition Quadrat, Mannheim 1997, ISBN 3-923003-79-X.
- mit Siegfried Laux: Luscht am Lewe. Gedichte von Hanns Glückstein in Kurpfälzer Mundart. Hörbuch-CD. Musik: Adax Dörsam. Verlag regionalkultur, Ubstadt-Weiher 2000, ISBN 3-89735-157-9.